# 王宁 (1961年)
王宁（1961年4月—），男，汉族，湖南湘乡人，出生于辽宁沈阳，中华人民共和国政治人物。辽宁建筑工程学院（现沈阳建筑大学）建工系工业与民用建筑专业毕业，大学学历，工学学士学位，高级工程师。曾任中共福建省委常委、组织部部长，中共福建省委常委、副书记、福州市委书记，中共福建省委副书记、省长。现任中共云南省委书记、云南省人大常委会主任。中共第十九届、二十届中央委员。

## 生平

### 建设部
1983年6月加入中国共产党，1983年8月大学毕业后进入建设部工作。1999年6月，任建设部建筑管理司（建筑市场管理司）助理巡视员（副司级）。随后至2002年6月，挂职任新疆维吾尔自治区建设厅副厅长、党组成员。2002年10月，任建设部建筑市场管理司副司长。2005年10月，任建设部稽查办公室副主任并主持工作（正司长级）。2008年8月，任住房和城乡建设部人事司司长。2013年7月，任住房和城乡建设部副部长、党组成员。

### 福建
2015年12月，转任中共福建省委常委、组织部部长。2017年6月，任中共福建省委常委，福州市委书记兼福州新区党工委书记。2017年10月24日，中国共产党第十九次全国代表大会上当选中国共产党第十九届中央委员会候补委员。2018年2月24日，当选为第十三届全国人大代表。2018年5月，任中共福建省委副书记，福州市委书记兼福州新区党工委书记。2020年7月2日，任福建省代省长。9月15日，福建省十三届人大四次会议补选王宁为福建省人民政府省长。

### 云南
2021年10月19日，调任中共云南省委书记。当月22日，辞去福建省人民政府省长职务。2022年1月23日，当选云南省人大常委会主任。2022年10月12日，在中共十九届七中全会上被递补为中共中央委员。